# Föreningen för kvinnans politiska rösträtt i Lund

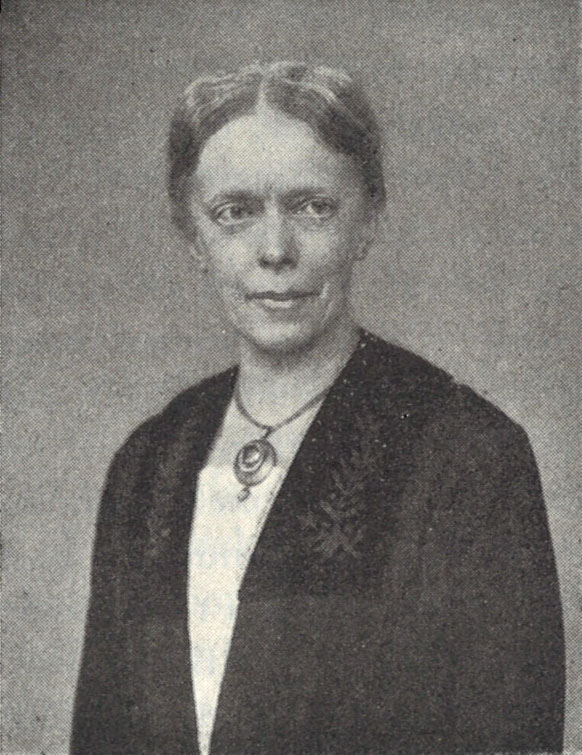
Litteraturvetaren Hilma Borelius var en ledande kraft inom den lundensiska rösträttsrörelsen.

Föreningen för kvinnans politiska rösträtt i Lund, även kallad Lundföreningen för kvinnans politiska rösträtt, var Lunds lokalförening inom Landsföreningen för kvinnans politiska rösträtt (LKPR). Föreningen bildades 24 januari 1903 och var verksam lokalt i Lund för införandet av kvinnors rösträtt i Sverige.

## Historik
Lundaföreningen av LKPR tillkom på initiativ från den tre år tidigare grundade Lunds kvinnliga studentförening, vars ordförande Hilma Borelius tillika blev rösträttsföreningens första ordförande. Bland aktiviteterna fanns föredrag, samkväm, insamling av medel och förhandlingar om samarbete med andra organisationer. 
År 1908 rapporterades: 
"Vid höstens stadsfullmäktigeval tillställde F. K- P. R:s styrelse varje i Lund röstberättigad kvinna en uppmaning att deltaga i valet.[...] Lokaltidningarna ha förhållit sig passiva gent emot föreningen.".
Föreningen höll även en framgångsrik studiecirkel som var större än själva föreningen.
Kvinnlig rösträtt accepterades av riksdagen 1919 och genomfördes 1921, vilket medförde att både landsföreningen och alla dess lokalföreningar upphörde mellan 1919 och 1921.

## Ordförande
- 1904–1909: Hilma Borelius
- 1909–1921: Louise af Ekenstam